# La Madone à l'œillet (Léonard de Vinci)
Pour les articles homonymes, voir La Madone à l'œillet.
La Madone à l'œillet est une peinture à l'huile de Léonard de Vinci peinte en 1473 environ. Elle est exposée à l'Alte Pinakothek de  Munich, Allemagne.

## Composition
Cette œuvre représente Marie, debout, avec un œillet à la main et l'enfant Jésus, attiré par la fleur, assis sur un coussin. 
Les habits de la Vierge sont très ornementés, rappelant ceux d'une reine, et sont peints avec de nombreux détails. La coiffure est également très travaillée rappelant les études de la tête de Léda menées par le maître.

## Analyse
C'est l'une des premières œuvres de Léonard de Vinci et l'on peut noter l'influence du style de Verrocchio et de l'œuvre de Lorenzo di Credi.

## Origine
Cette œuvre, qui compte parmi les premiers travaux individuels du jeune Léonard, est identifiée par Giorgio Vasari comme étant la Madonna della Caraffa. Témoin des collections du pape Clément VII, l’historien rapporte qu'elle « comporte une carafe remplie d’eau avec des fleurs à l’intérieur, où, en plus de la merveille de la vie, elle imitait la rosée de l’eau déposée par-dessus, de sorte qu’elle paraissait plus vivante que la vie ». Effectivement, on peut apercevoir la dite carafe en bas, à droite.

## Détails

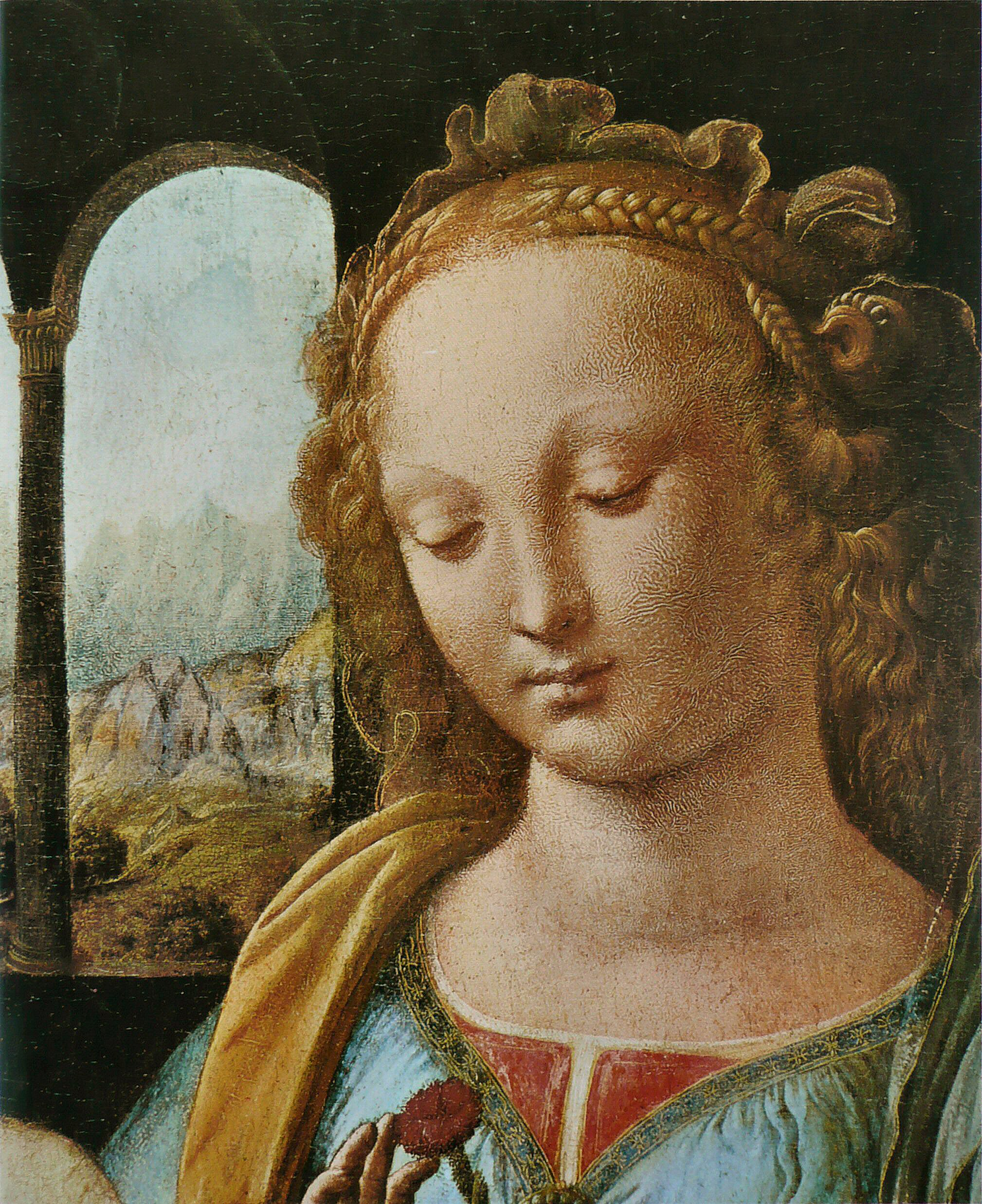
Visage de la Madone à l'œillet
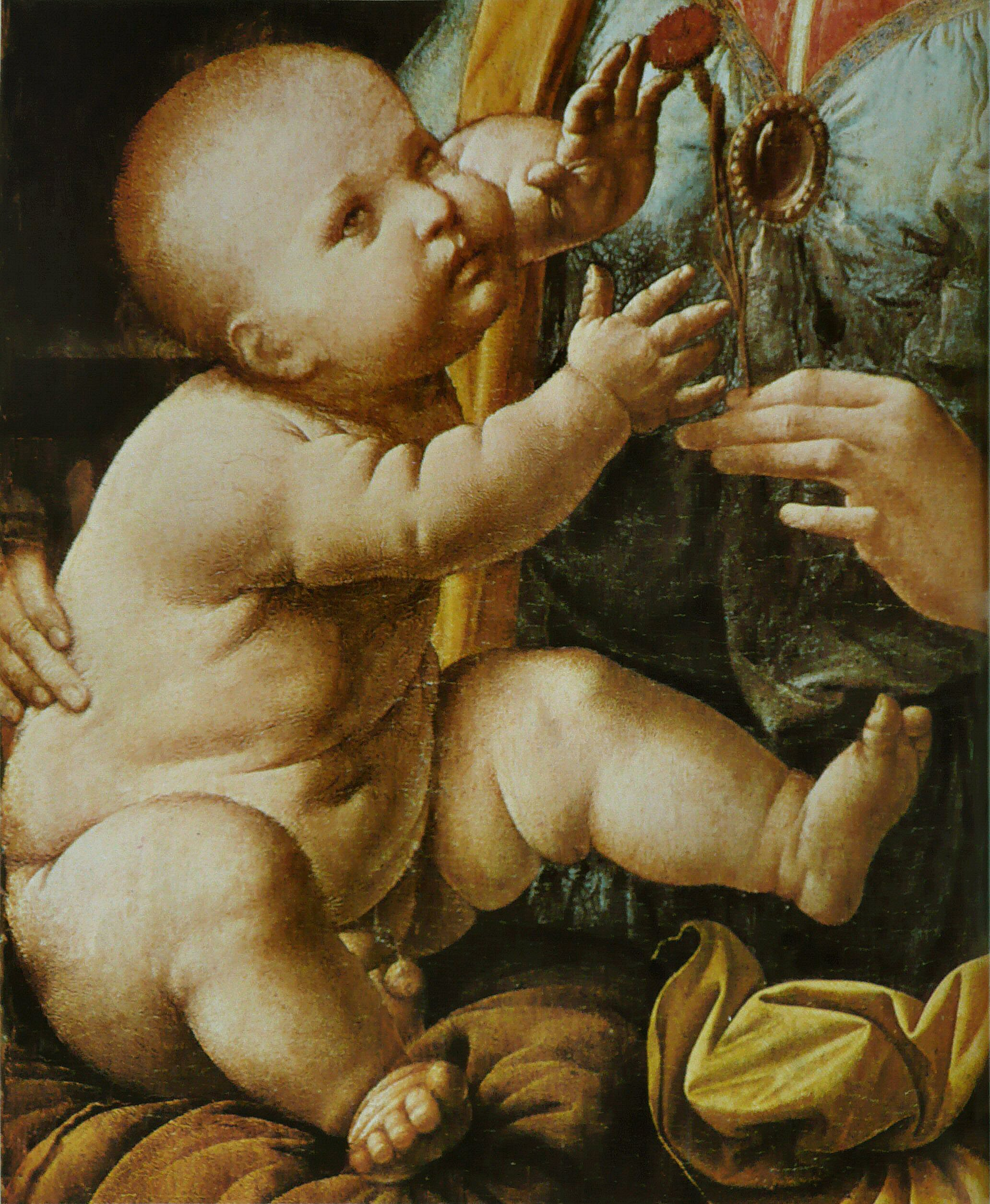
L'Enfant Jésus avec l'œillet
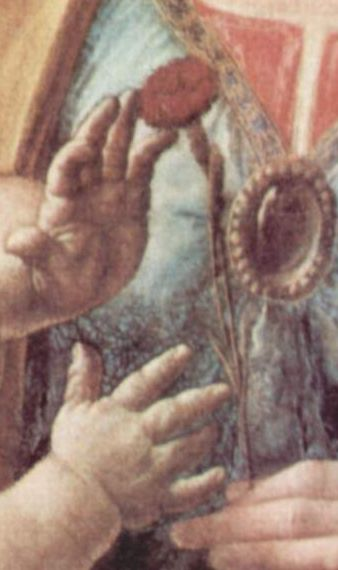
L'œillet
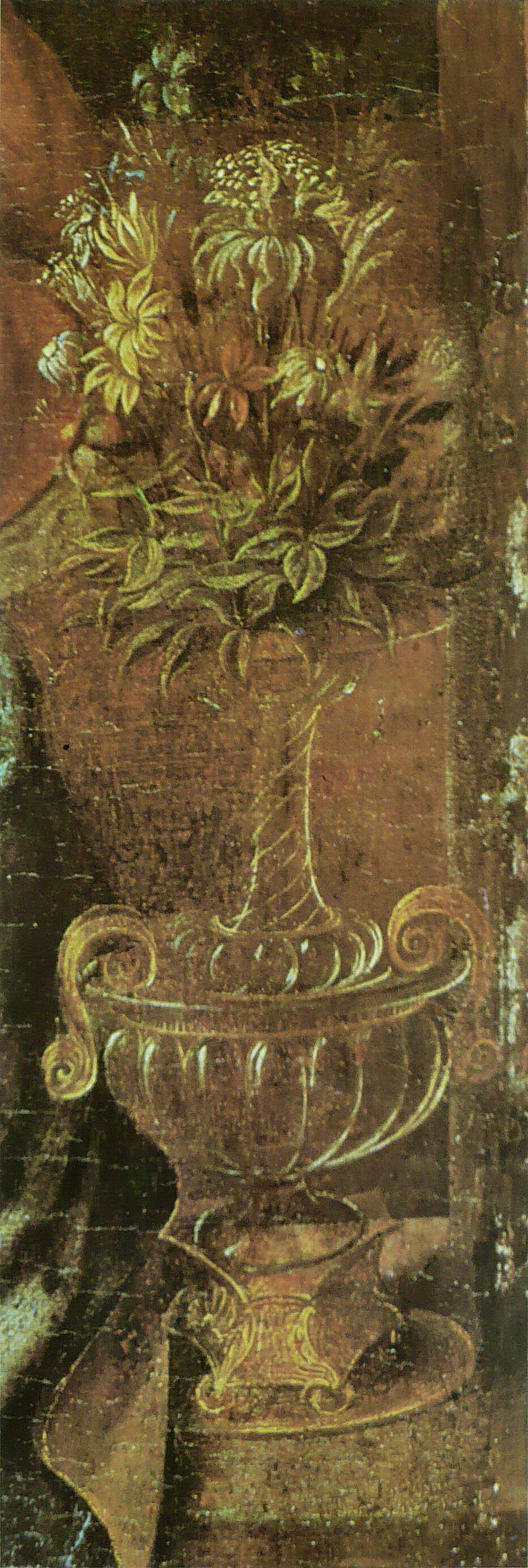
Vase
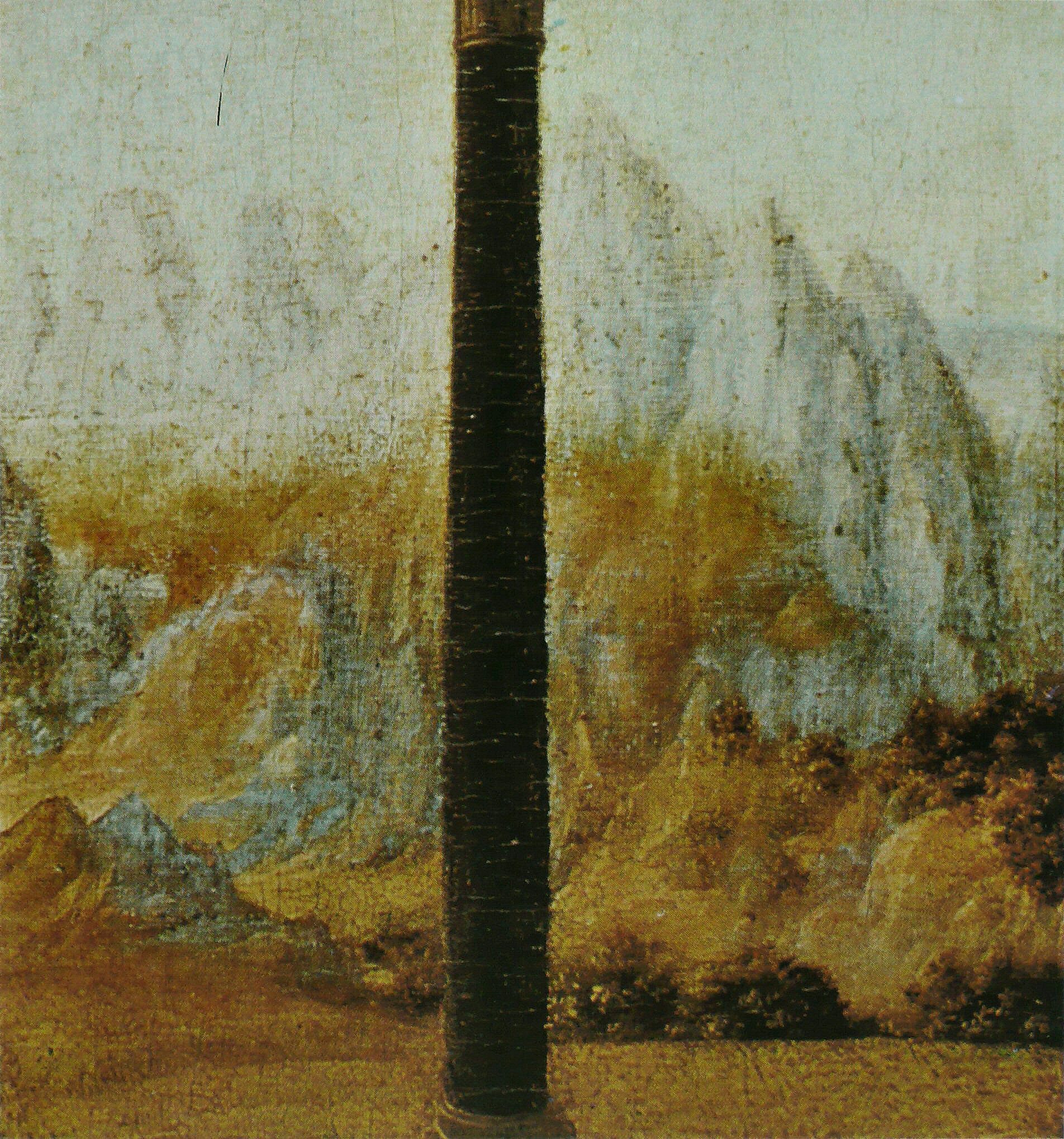
Pilier de la fenêtre droite avec le paysage
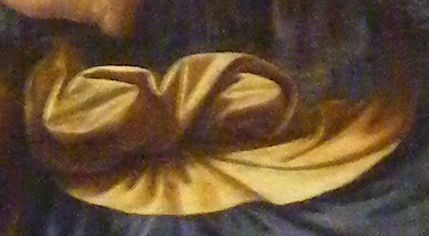
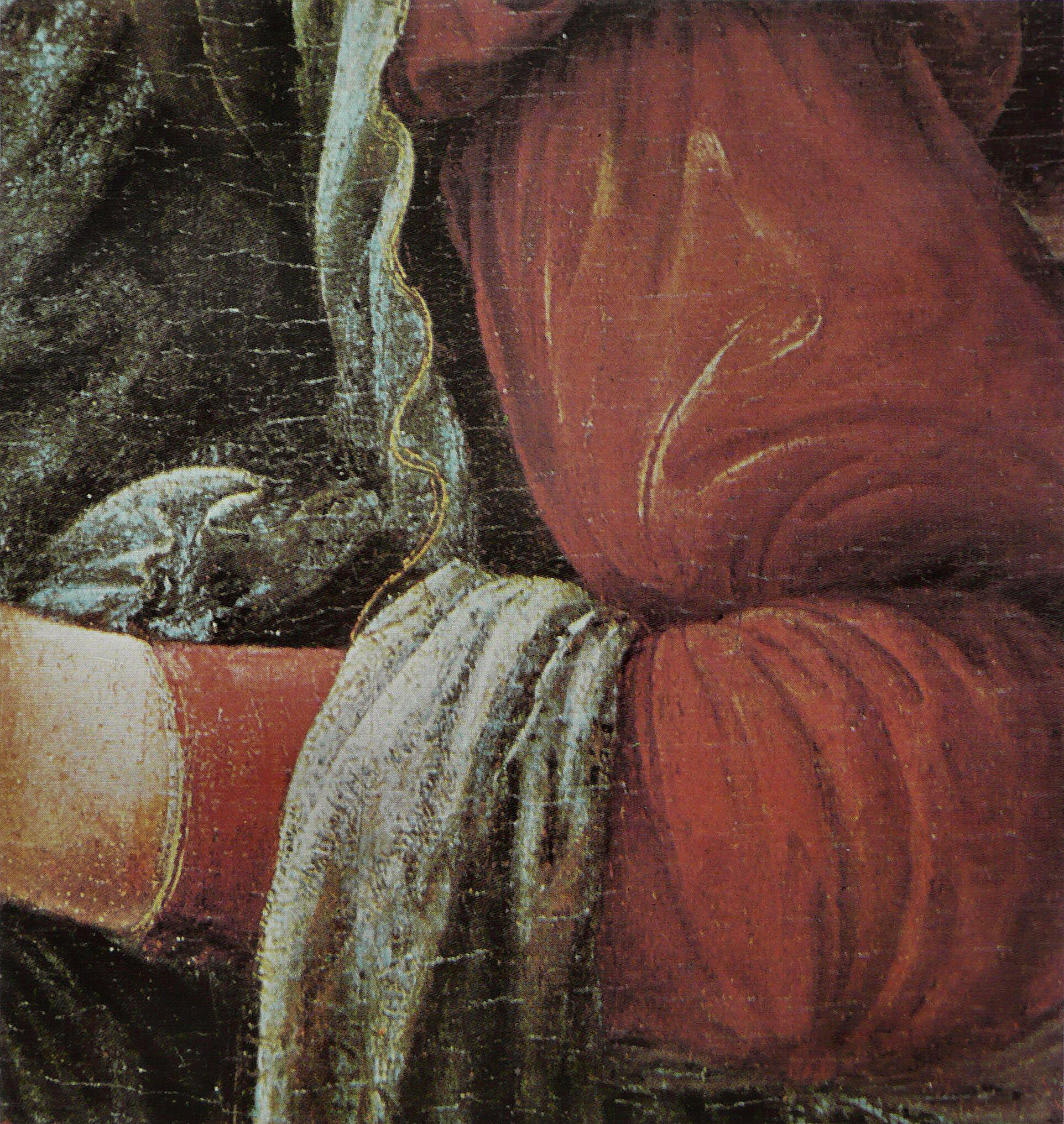
Manteau de la Vierge sur son bras